# Meyerfeldtsches Palais

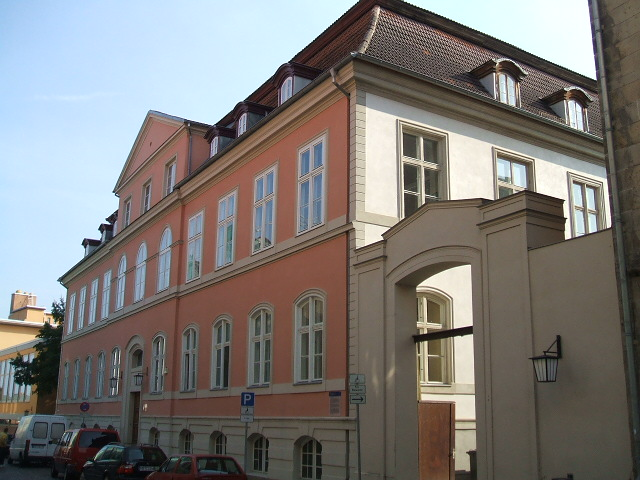
Das Schwedische Regierungspalais im Jahr 2006

Das Meyerfeldtsche Palais, auch Schwedisches Regierungspalais genannt, ist ein aus dem Jahre 1730 stammendes Gebäude in der Hansestadt Stralsund, in der Badenstraße Nr. 17.

## Geschichte
Das Gebäude wurde in den Jahren 1726 bis 1730 errichtet. Vordem standen vier Giebelhäuser auf dem nun zusammengefügten Grundstück, die bei der Belagerung Stralsunds durch den „Großen Kurfürsten“ Friedrich Wilhelm im Jahr 1678 zerstört wurden.
Stralsund war nach einer fünfjährigen Zugehörigkeit zu Dänemark durch den Frieden von Frederiksborg 1720 wieder zum Königreich Schweden gekommen. Da den Schweden allerdings nur noch Vorpommern und Rügen gehörte, mussten sie ihren bis dahin in Stettin gelegenen Regierungssitz neu bestimmen. Die Wahl fiel dabei auf Stralsund.
Cornelius Loos, ein schwedischer Architekt, dem auch schon die Leitung des Ausbaus der Stralsunder Stadtbefestigungen übertragen worden war, wurde von dem seit 1713 als schwedischem Generalgouverneur amtierenden Grafen Johann August Meyerfeldt mit dem Bau beauftragt. Meyerfeldt bezahlte den Bau aus seinem eigenen Vermögen. 1730 wurde das Gebäude als Dienst- und Wohnsitz des Generalgouverneurs eröffnet. Ein vom Architekten geschriebenes, in Leder gebundenes Hausbuch, in dem drei Grundrisszeichnungen des Hauses enthalten und das Gebäude detailliert beschrieben ist, wird heute im Stralsunder Stadtarchiv verwahrt.

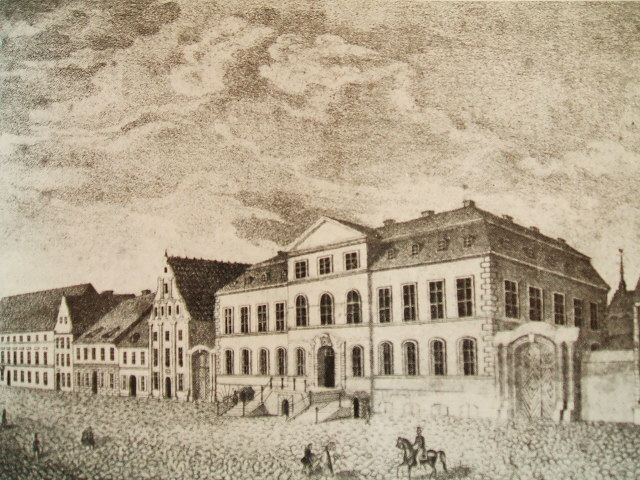
Lithographie des Palais

Von den 49 Räumens des Gebäudes wurden acht zu Wohnzwecken der Familie Meyerfeldt genutzt. Die übrigen Räume dienten Dienstzwecken sowie zur Repräsentation und als Wohnräume der Bediensteten. Es gab hier ein Backhaus mit Konditorei, ein Brauhaus, eine große Küche und zwei Magazingewölbe sowie mehrere Speisekammern. Das Haus war das erste mit einem Mansarddach versehene Gebäude Stralsunds.
1734 verlegte der Generalgouverneur Axel von Löwen seinen Wohnsitz aus dem weiter als Dienstsitz genutzten „Meyerfeldtschen Palais“ in sein „Löwensches Palais“ genanntes Haus.
Im Haus wurden viele hochrangige Besucher der Stadt beherbergt. Am 6. Oktober 1797 fand hier die Feier nach der Trauung der Prinzessin Friederike Dorothea von Baden mit dem schwedischen König Gustav IV. Adolf statt. Der König selbst ließ sich dabei durch Baron von Taube vertreten, der für seinen König bei der Trauung in der Nikolaikirche das Ja-Wort sprach. Danach begab sich der Hochzeitszug durch die mit blauem Tuch bespannten Brettern abgedeckte Badenstraße zum Schwedischen Regierungspalais zur Feier.
Der schwedische König erwarb 1802 das Gebäude für 12.300 Taler von den Erben des verstorbenen Grafen Meyerfeldt. Es war für kurze Zeit, von 1802 bis 1803, Sitz des Oberappellationsgerichts für die schwedischen Lehen im Heiligen Römischen Reich deutscher Nation. 1835 wurde auf Bitte des Rates der Stadt die sehr großzügige Eingangstreppe, die in die Straße hineinragte, auf ihre heutige Größe verkleinert.
Das Gebäude wurde beim Bombenangriff auf Stralsund am 6. Oktober 1944 beschädigt und 1956 instand gesetzt. In den Kellerräumen war schon 1952 die Musikschule eingezogen. Heute ist das sanierte Gebäude Sitz des städtischen Bauamtes. Das Haus, welches unter Denkmalschutz steht, ist Bestandteil der Schwedenstraße, einer Ferienstraße. Es steht im Kerngebiet des UNESCO-Welterbes „Historische Altstädte Stralsund und Wismar“. In die Liste der Baudenkmale in Stralsund ist es mit der Nummer 62 eingetragen.